# Тсуґа різнолиста
Тсуґа різнолиста (Tsuga diversifolia Mast.), також тсуґа північнояпонська, яп. 米栂, kometsuga) — вид хвойних рослин родини соснових.

## Поширення, екологія
Країни проживання: Японія (Хонсю, Кюсю, Сікоку). Це вічнозелене дерево (до 25 м), росте в горах на висотах від 700 м до 2000 м над рівнем моря, на зазвичай підзолистих ґрунтах, розвинутих на вулканічних або вивержених породах. Клімат прохолодний, з холодними, сніжними зимами і рясними опадами в літній період (щорічна кількість опадів 1000 мм до 2500 мм). У багатьох областях це найбільш поширені види дерев у змішаних хвойних лісах, будучи дуже тіньовитривалими. Інші поширені хвойні: Picea jezoensis, Abies homolepis, Abies veitchii, Abies mariesii (на великих висотах), Larix kaempferi, Pinus parviflora, Thuja standishii, Thujopis dolabrata var. hondae; широколисті дерева, наприклад, Betula ermanii, Betula corylifolia, Sorbus japonica, Alnus hirsuta var. sibirica, Quercus mongolica var. grosseserrata; Rhododendron і/чи Sasa можуть утворювати щільний чагарниковий підлісок, в інших, дуже вологих місцях тільки товстий килим моху і впалі колоди служать лісовою підстилкою. Відновлює дуже добре, оскільки може терпіти густу тінь; може утворювати чисті поселення.

## Морфологія

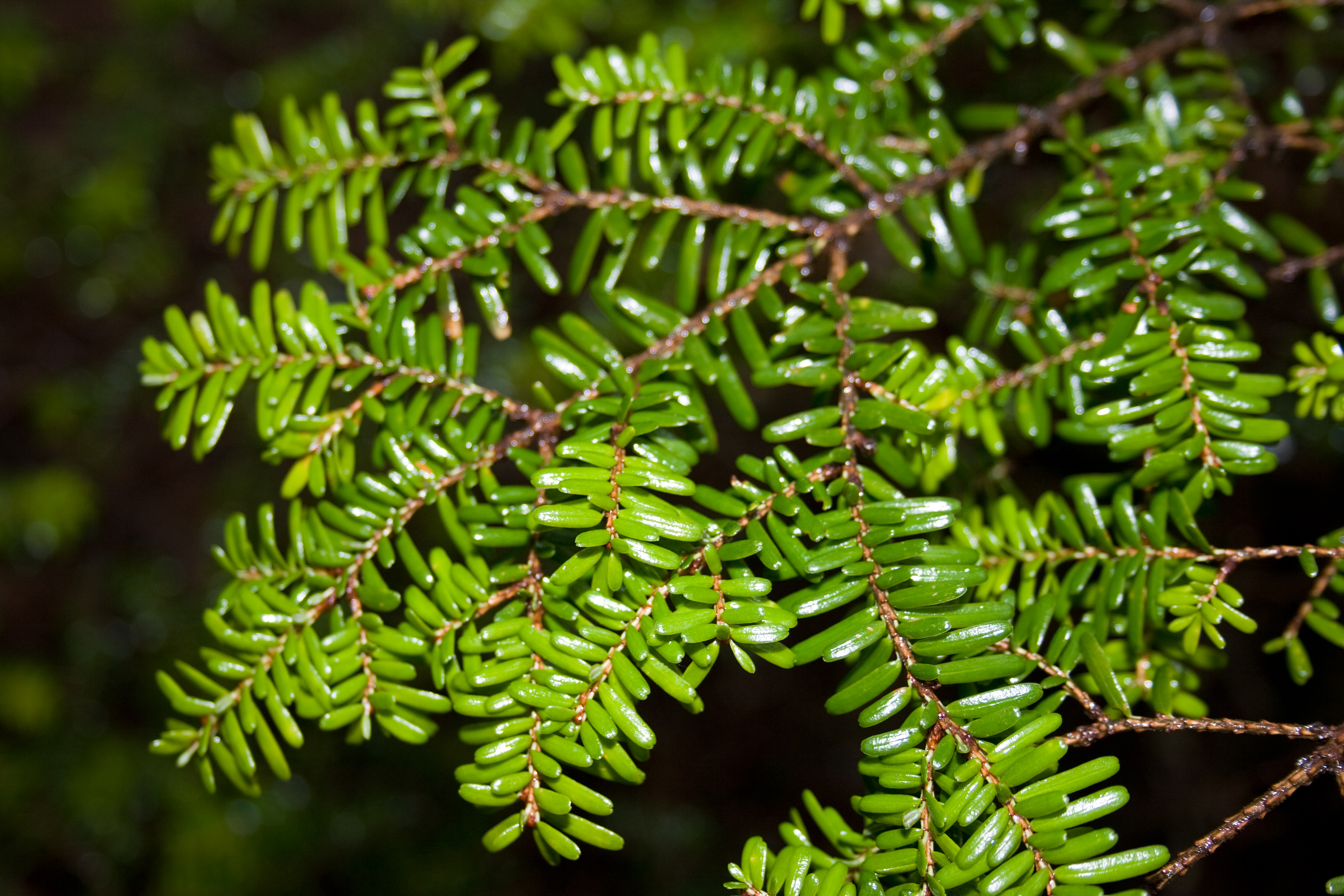

Виростає до приблизно 20 метрів, максимум 26-метрів, але в культурі часто зростає як чагарник. Стовбур досягає діаметра на висоті грудей 130 см і має поздовжні тріщини. Крона має конічну форму, гілки розташовані горизонтально і щільно розгалужені. Темно-коричневі і оберненояйцеподібні зимові бруньки 3 міліметрів. Голки щільні, від 5 до 10 мм у довжину і від 2,0 до 2,5 міліметрів завширшки. Зверху дуже блискучі, темно-зелені, борознисті, знизу є дві білі смуги, кінчик голки чітко зубчастий. Голки залишитися п'ять-шість років на дереві.
Чоловічі шишки жовті, майже кулясті, 3-5 мм в розмірі і ростуть в пазухах листків. Зрілі шишки темно-коричневі, підвішені, близько 2 см в довжину, від 1,5 до 2,3 см в ширину, від широкояйцеподібної до сферичної форми. Вони ростуть на дуже коротких ніжках, майже сидячі. Насіння 3 мм завдовжки і є майже в два рази довші крила. Час цвітіння: травень, насіння дозріває у вересні-жовтні.

## Використання
Експлуатується в Японії на деревину. У минулому використовувалася як целюлоза для паперу, але тепер цей товар, який вимагає величезних ресурсів, в основному йде з-за кордону. Замість цього, використання цього виду в значній мірі зміщується в теслярство, конструкції, столярні вироби. Деревина, як правило, щільна і помірно важка, а іноді й приваблива з червонувато-коричневою серцевиною і світлою заболонню і використовується для виготовлення меблів. Як декоративне дерево саджають у японських садах і парках; а також використовується в культурі бонсай. У Європі та Північній Америці дерево менш широко використовується, оскільки повільно росте. Карликова форма (сорт), яка росте дуже повільно, використовується для рокарій (кам'яних садів). Вид непридатний як різдвяні дерева, тому що, зрізаний і занесений в приміщення, втрачає своє листя раніше, ніж будь-яке інше хвойне дерево.

## Загрози та охорона
Ніяких серйозних загроз для цього виду не визначено. Зустрічається в багатьох охоронних територіях, включаючи національні парки.